# 兰屿芋兰
兰屿芋兰（学名：Nervilia lanyuensis）为兰科芋兰属下的一个种。

## 扩展阅读
- 維基物種上的相關：兰屿芋兰